# Axioma d'extensionalitat
En teoria de conjunts, l'axioma d'extensionalitat és un axioma que estableix que dos conjunts són iguals si i només si tenen els mateixos elements.

## Enunciat
L'enunciat de l'axioma estableix que si dos conjunts tenen els mateixos element aleshores són idèntics:
L'afirmació recíproca -dos conjunts iguals tenen els mateixos elements- és un teorema lògic. Un enunciat equivalent, utilitzant la noció de subconjunt, és:
Donats dos conjunts, A i B, tals que cada un és subconjunt de l'altre, A ⊆ B i B ⊆ A, llavors són iguals, A = B
L'axioma d'extensionalitat constitueix la definició fonamental del concepte de conjunt com una col·lecció abstracta d'objectes. L'axioma d'extensionalitat assegura que els elements x d'un conjunt A són l'única cosa que el defineix, és a dir, els objectes que hi estan relacionats per pertinença, x ∈ A. Això contrasta amb altres relacions com per exemple, "ser un divisor primer": els únics divisors primers de 6 i 12 són 2 i 3 però ambdós nombres són diferents, 6 ≠ 12.

## Consistència relativa
L'axioma de l'extensionalitat (Ex) és completament independent de la resta d'axiomes de Zermelo-Fraenkel (ZF). La pràctica totalitat dels models que es construeixen per a ZF inclouen Ex, per tant és consistent amb la resta d'axiomes. D'altra banda, a partir del model dels conjunts hereditàriament finits pot construir-se un altre en el qual conjunts amb els mateixos elements no siguin idèntics però respectant la resta d'axiomes, per la qual cosa Ex no és derivable d'aquests.